# Біла Ниська
Біла Ниська (пол. Biała Nyska, нім. Bielau) — село в Польщі, у гміні Ниса Ниського повіту Опольського воєводства.
Населення — 895 осіб (2011).

## Демографія
Демографічна структура станом на 31 березня 2011 року:
|          | Загалом | Допрацездатний вік | Працездатний вік | Постпрацездатний вік |
| -------- | ------- | ------------------ | ---------------- | -------------------- |
| Чоловіки | 436     | 93                 | 307              | 36                   |
| Жінки    | 459     | 88                 | 287              | 84                   |
| Разом    | 895     | 181                | 594              | 120                  |